# Neuroshima Tactics
Neuroshima Tactics – polska gra bitewna w konwencji postapokaliptycznej, osadzona w świecie Neuroshimy.

## Świat

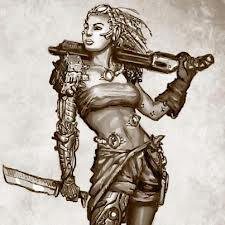
koncept-art figurki cyborga

Akcja gry toczy się w świecie opisanym po raz pierwszy w grze RPG Neuroshima

### Frakcje występujące w grze
W grze występują 4 spośród wielu frakcji istniejących w świecie.
- Posterunek: Ostatnia regularna armia ludzkości
- Moloch: Mechaniczno Elektroniczny twór którego celem jest wybicie ludzi do ostatniego człowieka
- Mutanci: Zmutowani ludzie, lub obiekty eksperymentów Molocha
- Hegemonia[1]: Bandy zdegenerowanych anarchistów przemierzające świat

## Charakterystyka gry
Neuroshima Tactics, jako gra Skirmishowa, opiera się na użyciu niewielkiej liczby figurek w odróżnieniu od typowych gier bitewnych takich jak Warhammer 40000 czy Warzone. Uproszczony schemat „ruch, strzelanie, walka wręcz”, typowy dla wielu systemów bitewnych, został opuszczony na rzecz mechaniki pozwalającej odzwierciedlić znacznie wyższy poziom szczegółowości.
W grze występuje model naprzemiennego nastawania tur Akcji i Reakcji pozwalający na dynamiczne reagowanie na Akcje zachodzące podczas bitwy na stole.

## Figurki

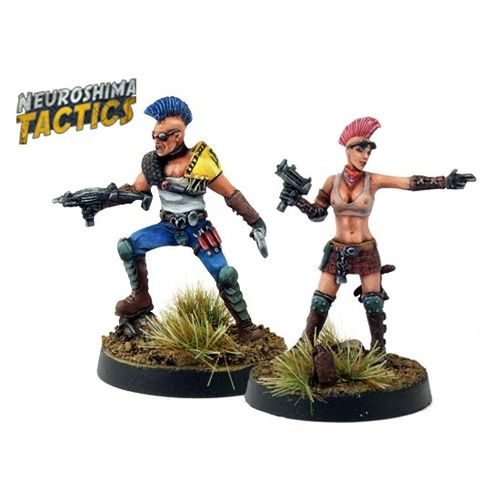
figurki oddziału Punków

Figurki tworzone są w kilku etapach, począwszy od rysunku koncepcyjnego, na metalowych odlewach kończąc.
Słowny opis rysownicy oddają w formie konceptartów. Musi on uwzględniać charakter figurki, jej rolę w oddziale, oraz efekt jaki twórcy gry chcieli jej nadać. Tak utworzony konceptart jest podstawą pracy rzeźbiarza który z płaskiego rysunku ukazującego figurkę z kilku perspektyw tworzy trójwymiarowy moral w skali typowej dla gry. Tak utworzony model-matka odlewany jest w kilkunastu egzemplarzach stanowiących formę do dalszej produkcji. Końcowym etapem jest utworzenie metalicznych odlewów figurek z tzw. pewteru, czyli stopu cyny, antymonu i miedzi.
Figurki podobnie jak w innych grach tego typu dostępne są w blisterach i boxach pozwalając graczom na dobór jednostek w swoich armiach w zależności od swoich upodobań i taktyki.

## Oficjalne dodatki występujące w grze

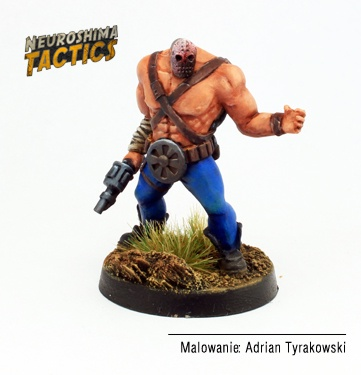
figurka jednostki specjalnej „Koksu”

- Podręcznik v1.0: Podstawowy podręcznik którego premiera miała miejsce w ślad za premierą figurek i teczki frakcji w 2011 roku. Zawierał wszystkie podstawowe zasady gry. Udostępniony został w formie darmowej jako plik pdf na stronie wydawnictwa w dwóch wersjach, ekranowej oraz wersji do druku. Podręcznik ukazał się również drukiem w niewielkiej liczbie egzemplarzy do użytku wewnętrznego.
- Podręcznik v1.1: Podręcznik zawierający poprawki do poprzedniej wersji. Ukazał się bardzo szybko po premierze wersji 1.0. Zasady pozostały bez zmian.
- Podręcznik v1.5: Ukazał się w 2012 roku, po ponad rocznym obowiązywaniu wersji 1.1. Zawierał zarówno poprawki w stosunku do poprzednich wersji jak i zmienioną część zasad. Podręcznik, podobnie jak poprzednie wersje jest możliwy do ściągnięcia ze strony wydawnictwa. Planowany jest druk podręcznika i udostępnienie go w sprzedaży.
- Teczka Frakcji v1.0: Ukazał się jako pierwszy dodatek do gry.
- Teczka Frakcji v1.1: Ukazała się w ślad za poprzednia wersją. Zawierała korektę niewielkich błędów oraz wybranych statystyk jednostek.
- Teczka Frakcji v1.5: Jej premiera miała miejsce wraz z premierą podręcznika w wersji 1.5. Zawiera statystyki dodatkowych jednostek oraz, nierzadko, gruntownie zbalansowane statystyki jednostek wcześniej już występujących w grze.
- Toksyczne Chmury: pierwszy i jak na razie jedyny dodatek opisujący wydarzenia w świecie gry. Dodatek był wyrazem stawiania na interaktywność i dynamiczny rozwój i zmiany zachodzące w świecie. Planowany czas trwania każdego z „sezonów” zdarzeń w świecie miał wynosić kwartał.
- Kampania: Premiera dodatku miała miejsce w pierwszym kwartale 2012 roku. Dodatek pozwala wynieść grę w przestrzeń „ponad” pojedynczymi potyczkami. Dzięki temu dodatkowi możemy rozwijać swoją frakcję, planować potyczki, dostępny jest również nowy ekwipunek, scenariusze gier, oraz olbrzymia część zasad dotycząca zachowań jednostek a także siedziby frakcji pomiędzy bitwami.
- Gra na 3-4 graczy: Dodatek którego premiera jest planowana na 4 kwartał 2012 roku. Zawiera informacje o zasadach gry towarzyszących rozgrywce 1vs1vs1 oraz 2vs2.
- Turnieje: Prace nad dodatkiem trwają. Dodatek przeznaczony dla sędziów oraz graczy biorących udział w turniejach. Poszerzony opis zasad, szczególnych wyjątków, oraz sytuacji spornych. Dodatek zawiera również opis podstawowych zasad rządzących obliczaniem pozycji rankingowych gracza.